# Talbutal
Talbutal (Lotusate) là một barbiturat với thời gian tác dụng ngắn đến trung gian. Nó là một đồng phân cấu trúc của butalbital. Talbutal là một loại thuốc III ở Mỹ.

## Dược lý
Talbutal là một barbiturat tác dụng ngắn đến trung gian. Barbiturat hoạt động như thuốc ức chế không chọn lọc của hệ thần kinh trung ương (CNS), có khả năng tạo ra tất cả các mức độ thay đổi tâm trạng CNS từ kích thích đến an thần nhẹ, thôi miên và hôn mê sâu. Ở liều điều trị đủ cao, barbiturat gây mê.

## Cơ chế hoạt động
Talbutal liên kết tại một vị trí liên kết riêng biệt liên kết với Cl - ionopore tại thụ thể GABA<sub id="mwEg">A</sub>, tăng thời gian mở Cl - ionopore. Do đó, tác dụng ức chế sau synap của GABA ở đồi thị là do kéo dài.

## Độc tính
Các triệu chứng ngộ độc barbiturat cấp tính bao gồm buồn ngủ, nhầm lẫn, hôn mê, suy hô hấp, hạ huyết áp, và sốc.